# Золотомушка рубіновочуба

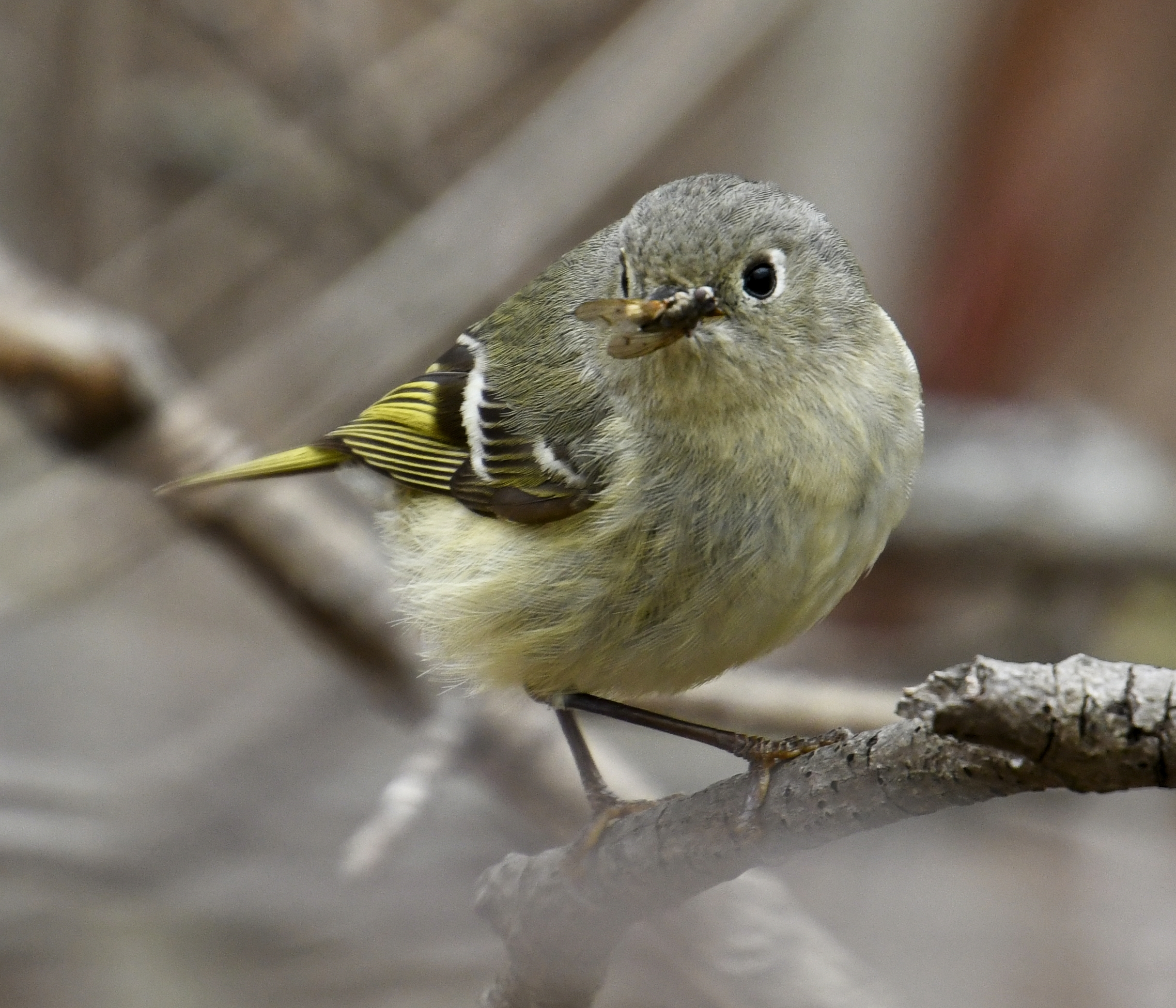
Самиця зі спійманою мухою

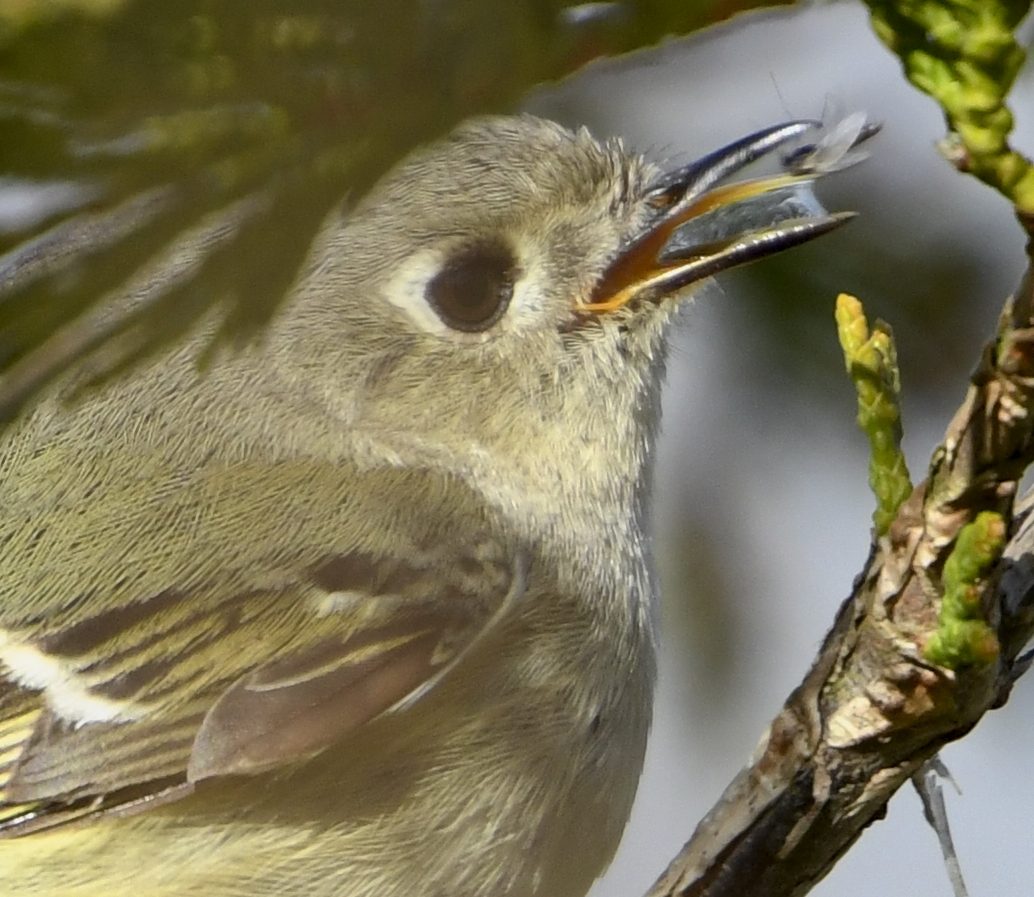
Спійманих дрібних комах зручно утримувати клейкою слиною

Золотомушка рубіновочуба (Corthylio calendula) — вид горобцеподібних птахів родини золотомушкових (Regulidae). Раніше вважався представником роду Золотомушка (Regulus) але згодом виокремлений у монотиповий рід Corthylio 

## Опис
Це маленька пташка довжиною 9-11 см, з розмахом крил від 16 до 18 см і масою від 5 до 10 грамів. Верхня сторона тіла сіро-зелена, нижня світло-маслинова. На крилах білі смуги. Через око проходить переривчаста біла смуга. Дзьоб чорний і тонкий. Хвіст короткий. Самці на голові мають яскраво-червону ділянку, яка в спокійному стані прихована під сірим пір'ям. Самці і самки забарвлені однаково, за винятком червоного чуба. Молоді птахи схожі на самок.

## Поширення
Золотомушка рубіновочуба гніздиться у хвойних лісах по всій Канаді, Алясці, на півночі Нової Англії і на заході США. Зимує на півдні США і у Мексиці, деякі популяції — осілі.

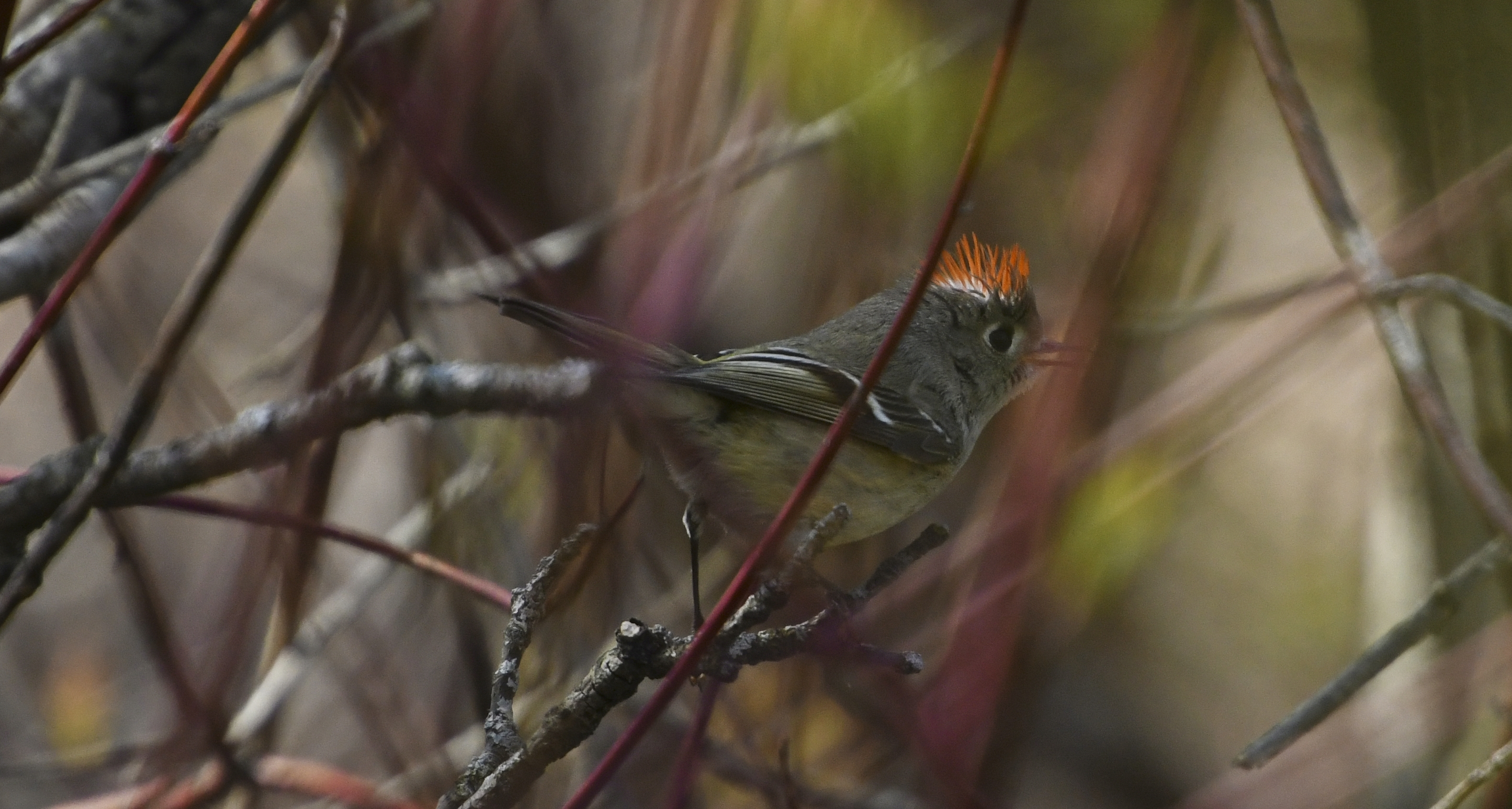
Зрідка самця можна побачити з настовбурченим чубом

## Спосіб життя
Постійно знаходиться в русі, пересуваючись серед листя короткими стрибками, швидко тріпочучи крилами. Політ швидкий, уривчастий.

## Розмноження
Гніздо у вигляді підвісної чаші надійно укривається серед хвойних гілок. У кладці може бути до 12 яєць. Своє гніздо захищає безстрашно, атакуючи ворога або відводячи його геть, прикидаючись пораненою.

## Живлення
Прожиток (дрібних комах, павуків і ягоди) птиці відшукують серед дерев і чагарників. При цьому вони зависають над гілками, а іноді ловлять комах в польоті. Доповнюють свій раціон деревними соками.